# 功果桥镇
功果桥镇，原称旧州镇，是中华人民共和国云南省大理白族自治州云龙县下辖的一个乡镇级行政单位。
2010年9月8日，云南省人民政府批复同意将旧州镇水井村、丹梯村划归苗尾傈僳族乡（原表村傈僳族乡）管辖；将旧州镇更名为功果桥镇。

## 行政区划
功果桥镇下辖以下地区：
旧州村、海沧村、下坞村、山西村、汤邓村、汤涧村、新山村、核桃坪村、金和村、民主村和功果村。